# 1314 Paula
1314 Paula је астероид главног астероидног појаса. Приближан пречник астероида је 11,31 ,
а средња удаљеност астероида од Сунца износи 2,296 астрономских јединица (АЈ).
Инклинација (нагиб) орбите у односу на раван еклиптике је 5,240 степени, а орбитални период износи 1270,829 дана (3,479 године). Ексцентрицитет орбите астероида износи 0,174.
Апсолутна магнитуда астероида износи 12,68 а геометријски албедо 0,117.
Астероид је откривен 16. септембра 1933. године.